# De Noord (Rotterdam)
Korenmolen De Noord was een stellingmolen aan het Oostplein in Rotterdam. De molen werd in 1711 gebouwd ter vervanging van een standerdmolen. Vanaf de bouw tot in de negentiende eeuw werd de Noord gebruikt als moutmolen; later werd overgeschakeld op het malen van graan voor veevoer. In 1919 dreigde sloop, wat ternauwernood voorkomen kon worden door ingrijpen van de gemeenteraad. De Noord werd gerestaureerd en verhuurd aan de familie Kluit uit Goidschalxoord. Tijdens het bombardement op Rotterdam stond de omgeving in lichterlaaie. De molenaars lieten de wieken draaien om overslaan van de brand naar de molen te voorkomen.
In de nacht van 27 op 28 juli 1954 brandde de molen door onbekende oorzaak uit. De molenromp, die te slecht was om gebruikt te kunnen worden voor herbouw, werd in het najaar van hetzelfde jaar afgebroken. Een plan voor herbouw werd door de gemeenteraad afgekeurd.

## Trivia
- Met de foto van de brandende molen met het vallende wiekenkruis heeft fotograaf Hans Akkersdijk de Zilveren Camera van 1954 gewonnen.
- Het jaartal 1718 op de baard van de molen was door de huurders aangebracht om daarmee hun vroegere molen in Goidschalxoord te eren.